# Yoshie Hamamatsu
Yoshie Hamamatsu (* 15. April 1932 in Maebashi als Yoshie Takahashi; † 15. Mai 2022) war eine japanische Leichtathletin.

## Leben
Yoshie Hamamatsu gewann bei den Asienspielen 1954 die Goldmedaille im Hochsprung. Bei den Olympischen Sommerspielen 1956 in Melbourne belegte sie im Weitsprungwettkampf den 13. Platz.